# تي أيه آي سوبر شيمشيك
تي أيه آي سوبر شيمشيك أو توساش سوبر شيمشيك (بالتركية: TUSAŞ Süper Şimşek)‏ هي طائرة هدف وصاروخ جو-أرض وصاروخ جو- جو صممته وطورته شركة الصناعات الجوية التركية لتلبية احتياجات القوات المسلحة التركية.
تتمتع الطائرة سوبر شيمشيك بالقدرة على حمل رأس حربي يصل وزنه إلى 35 كيلوجرامًا؛ ومن المقرر استخدامها في 11 مهمة مختلفة، بما في ذلك مهام الحرب الإلكترونية والدعم الإلكتروني ومهام الهجوم الإلكتروني. وذكر أيضًا أنه سيكون لديها القدرة على الطيران في تشكيل مع الطائرات القتالية الوطنية قآن وأنكا-3. يمكن أيضًا استخدام سوبر شيمشيك في دور صاروخ جوال ضد أهداف حساسة مثل أنظمة الدفاع الجوي.
تي أيه آي سوبر شيمشيك هو نموذج من تي أيه آي شيمشيك، والذي يأخذ اسمه من ظاهرة البرق وطور لتنفيذ مهام مختلفة.

## تطوير
طورت طائرة سوبر شيمشيك بالخبرة المكتسبة من سابقتها شيمشيك.
بدأ تطوير شيمشيك في عام 2009 وقُدم النموذج الأولي للجمهور في معرض الصناعات الدفاعية الدولي (IDEF '09) في نفس العام. قامت الطائرة المسيرة برحلتها الأولى في 4 أغسطس 2012.
في 22 أكتوبر 2021، حُولت الطائرة المسيرة المستهدفة شيمشيك إلى صاروخ أرض-أرض يمكن إطلاقه بمنجنيق وأُجري أول اختبار له بإصابة هدف بنجاح.

## المواصفات
بيانات من نائب المدير العام لأنظمة الطائرات المسيرة في الشركة التركية لصناعات الطيران والفضاء (TUSAŞ) عمر يلدز

### المواصفات الفنية
- الطاقم: بدون طيار
- الوزن: 200 كجم [1]

### أداء
- السرعة القصوى: 0.8-0.9 ماخ [1]
- المدى: 700 كم